# Griselda (folklore)
Pour les articles homonymes, voir Griselda.

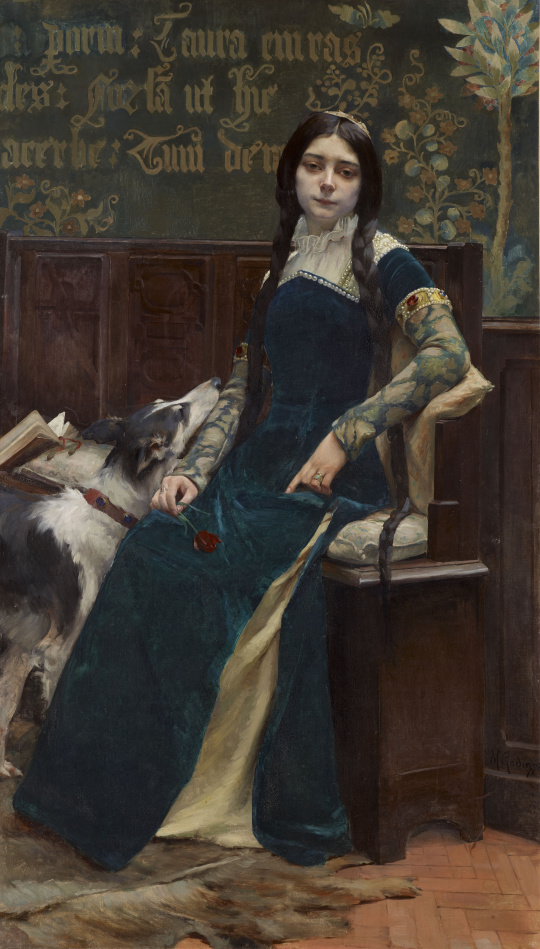
Grisélidis, peinture de Marguerite Godin, 1894 (Bayeux, musée Baron-Gérard)

Griselda ou Girselidis (anglicisé en Grizzel) est un personnage féminin du folklore européen mis en avant comme un modèle de femme patiente et obéissante. 

## Dans la littérature
Dans la version la plus célèbre du conte de Griselda écrit par Boccace vers 1350,,, Griselda épouse Gualtieri, le Marquis de Saluces, qui teste sa loyauté en déclarant que leurs deux enfants—un fils et une fille—doivent être mis à mort. Griselda donne ses enfants sans protester, mais Gualtieri ne les tue pas, se contentant de les envoyer loin de Bologne pour être élevés ailleurs. Dans un test final, Gualtieri annonce publiquement à Griselda qu'il dispose d'une dispense papale pour épouser une autre femme. Griselda s'en va alors vivre avec son père. Quelques années plus tard, Gualtierii annonce qu'il est prêt à se remarier, et rappelle Griselda comme servante pour préparer les célébrations du mariage. Il la présente à une enfant de douze ans, qu'il introduit comme sa promise, mais qui est en réalité leur fille; Griselda leur offre ses vœux de bonheur. Après cela, Gualtieri révèle l'identité de leurs enfants et Griselda retrouve sa place en tant que femme et mère.

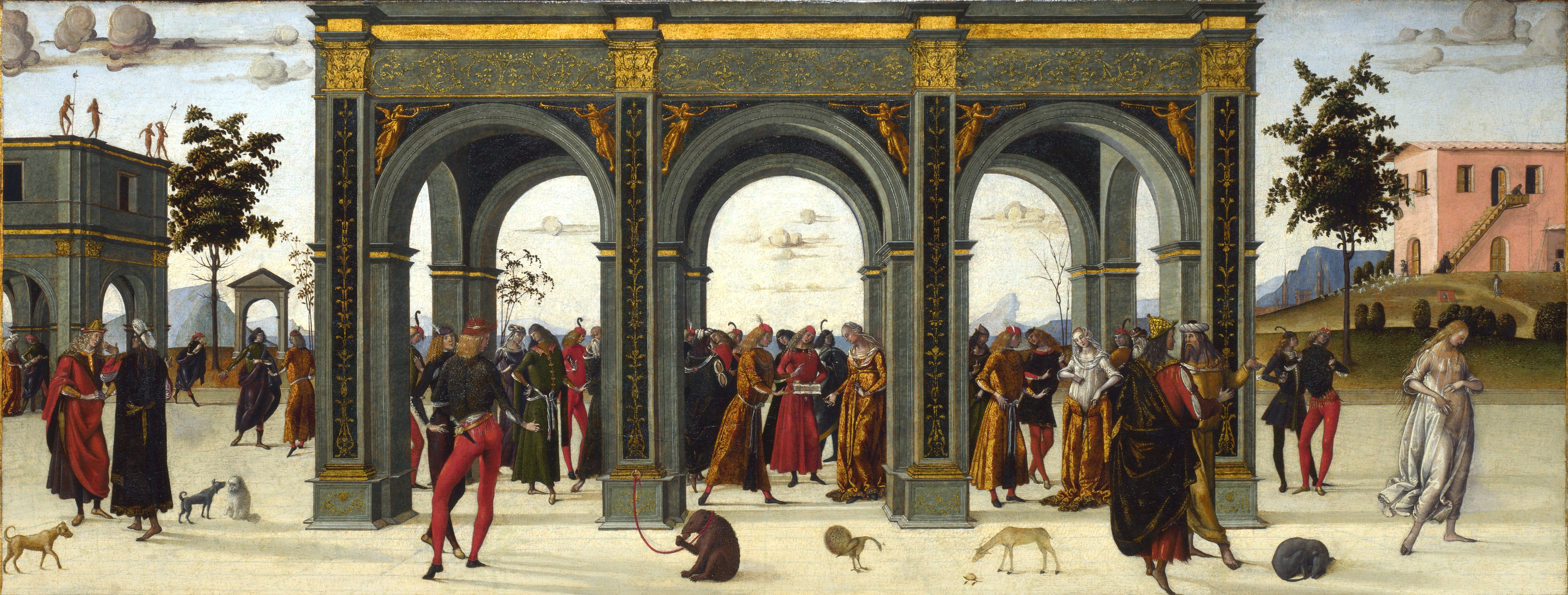
Griselda est envoyée loin pour que son mari se remarie, à partir d'un ensemble de peintures de Sienne, vers 1490

Griselda apparaît dans les contes de Pétrarque (mort en 1374, son Historia Griseldis est publiée 100 ans plus tard) et de Chaucer (Le Greffier du Conte dans Les Contes de Canterbury, à la fin des années 1300). Elle est également citée dans le livre de  Christine de Pizan Le Livre de la Cité des Dames. La Marquise de Salusses ou la Patience de Griselidis est un conte de Charles Perrault , 1691),. La pièce de John Phillips The Commodye of Pacient and Meeke Grissill (connu aussi sous le titre de comme The Plaie of Grissill)) date de 1565. 
Henry Chettle, Thomas Dekker et William Haughton ont travaillé sur une autre version dramatique, Patient Grissel, jouée pour la première fois en 1599. On trouve nombres d'opéras nommés Griselda par Antonio Maria Bononcini (Griselda, 1718), Alessandro Scarlatti (La Griselda, 1721), Giovanni Bononcini (Griselda, 1722), et Antonio Vivaldi (Griselda, 1735). Aussi le Grisélidis de Jules Massenet  (1901) est inspirée de l'histoire de Griselda.
Le roman victorien d'Anthony Trollope Miss Mackenzie (en) (1865) est basé sur l'histoire de Griselda. The modern Griselda est un roman de Maria Edgeworth de 1804. Patient Griselda est le nom d'un groupe d'invités de dîners à thèmes historiques et légendaires dans la pièce de Caryl Churchill de 1982 intitulée Top girls. Patient Griselda est une nouvelle de  2015 de Steven Anthony George dans l'anthologie Twice Upon A Time: Fairytale, Folklore, & Myth. Reimagined & Remastered, où l'histoire est racontée comme une histoire d'horreur de la fin du xxe siècle.